# Werner Strecker
Werner Maria Wilhelm Ernst Ulrich Strecker (* 26. November 1885 in Rostock; † 14. September 1961 in Schwerin) war ein deutscher Archivar.

## Leben
Werner Strecker stammte aus einer in Hessen ansässig gewesenen Glasmacherfamilie. Er wurde als Sohn des Rentiers Albert Ernst Theodor Strecker und dessen Frau Louise Wilhelmine Friederike Elise, geb. Schnapauff, geboren und studierte Geschichte und Philosophie an den Universitäten Heidelberg und Berlin. Im Sommersemester 1904 schrieb er sich an der Universität Rostock ein. 1912 wurde er mit der Dissertation über die Außenpolitik Albrechts II. von Mecklenburg promoviert. Danach war er kurze Zeit im Schuldienst tätig. 1914 trat er als wissenschaftlicher Hilfsarbeiter, ab 1917 als Archivar, in das Großherzogliche Geheime und Hauptarchiv in Schwerin im gerade fertiggestellten neuen Gebäude ein, das heutige Landesarchiv Schwerin, dessen Archivdirektor er 1934 als Nachfolger von Friedrich Stuhr wurde. Auf eigenen Wunsch schied er am 30. April 1953 als Leiter der Archivinspektion Mecklenburg und Direktor des Mecklenburgischen Landeshauptarchivs aus und ging im 68. Lebensjahr in den Ruhestand.
Werner Strecker war Mitglied im Verein für mecklenburgische Geschichte und Altertumskunde, dessen zweiter Sekretär und später zweiter Leiter er über viele Jahre hinweg war. In dieser Funktion war er u. a. beteiligt an der Herausgabe der Jahrbücher des Vereins für Mecklenburgische Geschichte und Altertumskunde (ab 1931: Mecklenburgische Jahrbücher), für die er mehrere regionalgeschichtliche Aufsätze beisteuerte.
Werner Stecker war auch dichterisch tätig. Er schrieb Gedichte, Balladen und sogar ein Schauspiel.

## Schriften (Auswahl)
- Die äußere Politik Albrechts II. von Mecklenburg. In: Jahrbuch des Vereins für Mecklenburgische Geschichte und Altertumskunde. Band 78 (1913), S. 1–300 (Digitalisat).
- Das vormalige Küstengewässer (Strand) und die Rechtsverhältnisse in der Travemünder Bucht. In: Jahrbuch des Vereins für Mecklenburgische Geschichte und Altertumskunde. Band 89 (1925), S. 1–228 (Digitalisat).
- Jahresbericht über das Vereinsjahr vom 1. Juli 1926 bis 30. Juni 1927, Schwerin 1. Juli 1927, S. 290.
- Jahresbericht über das Vereinsjahr vom 1. Juli 1927 bis 30. Juni 1928, Schwerin, 1. Juli 1928. In: Jahrbuch des Vereins für Mecklenburgische Geschichte und Altertumskunde, Band 92 (1928), S. 329.
- Schlußbericht über die Lage der Travemünder Reede. In: Jahrbuch des Vereins für Mecklenburgische Geschichte und Altertumskunde, Band 92 (1928), S. 173–200 (Digitalisat).